# Bamazomus vadoni
Bamazomus vadoni är en spindeldjursart som först beskrevs av Lawrence 1969.  Bamazomus vadoni ingår i släktet Bamazomus och familjen Hubbardiidae. Inga underarter finns listade.